# Акти та документи Галицько-Волинського князівства
«Акти та документи Галицько-Волинського князівства ХІІІ — першої половини XIV століть» — найповніше видання текстів актів і документів Галицько-Волинського князівства, а також коментар до них. Опубліковане 2004 року у Львові, за ухвалою Наукового Товариства імені Шевченка. Упорядник — доктор історичних наук Олег Купчинський. Містить оригінальні та копійні автентичні акти та документи, реконструйовані акти з літописів і літописців, сумнівні щодо достовірності документи, а також документи тогочасних і пізніших сторіч, у яких згадуються відомі й невідомі досі документи князівства. Опрацьовано 227 актів і документів. Опубліковані документальні матеріали різні за змістом і дипломатичною формою, видавались усякими особами та інституціями в різних місцевостях. Розкривають умови формування Галицько-Волинського князівства, його соціально-економічні відносини і політичний лад, контакти з іншими землями й державами, внесок у боротьбу з кочівниками, а крім того, слугують для вивчення права, побуту, культури давньоукраїнських дипломатичних служб, мови. Видання — ілюстроване. Видання здійснене за підтримки Фундації Українського вільного університету (Мюнхен, Німеччина) та Американської ради наукових товариств.

## Видання
- Купчинський, О. Акти та документи Галицько-Волинського князівства XIII — першої половини XIV століть. Дослідження. Тексти. Львів, 2004. 1285 с.

## Рецензії
- Головко, О. Рецензія на: Купчинський О. Акти та документи Галицько-Волинського князівства XIII — першої половини XIV століть (авт. ) // 	Україна в Центрально-Східній Європі: З найдавніших часів до кінця XVIII ст. Вип. 5 / НАН України. Ін-т історії України; Відп. ред. В. А. Смолій. Київ, 2005.
- Русина, О. Рецензія на: Купчинський О. Акти та документи Галицько-Волинського князівства ХІІІ – першої половини XIV століть // Український археографічний щорічник. Київ, 2006. Вип. 10/11. С. 790-792.